# Teluk Semangka
Teluk Semangka är en vik i Indonesien.   Den ligger i provinsen Lampung, i den västra delen av landet, 240 km väster om huvudstaden Jakarta.